# Takie ładne oczy
Takie ładne oczy – piosenka z 1968 roku, którą skomponował Seweryn Krajewski, do słów Marka Dagnana. W tym samym roku utwór został nagrany przez zespół Czerwone Gitary. Został on wydany w marcu 1968 roku, na albumie Czerwone Gitary (3), a także na singlu.

## Powstanie piosenki
Po napisaniu przez Krajewskiego kompozycji, zwrócił się on z prośbą o stworzenie tekstu do przyszłego przeboju. Słowa mieli napisać Krzysztof Dzikowski i Janusz Kondratowicz, jednak nie byli w stanie ich dopasować do powstałego utworu. Dzikowski zapytał się zatem Marka Dagnana, kolegi po fachu, czy nie dopisałby do dzieła Krajewskiego tekstu. Po otrzymaniu szpulki z taśmą, na której kompozytor z pomocą gitary, nagrał zarys melodii. Po wielokrotnym odtworzeniu przez tekściarza kompozycji, zorientował się, że pobrzmiewają w niej ludowe nuty, mimo że przekazane nagranie dalece odbiegało od znanej dziś wersji. Po zakończeniu współpracy, która miała miejsce wraz z tą piosenką, autor słów powiedział:

Myślę raczej, że nikt nie widział w tej melodii zadatków na przebój, więc Krzysztof Dzikowski w ramach przyjacielskiej pomocy, a przyjaźniliśmy się od czasów wspólnej pracy w klubie Stodoła, oddał mi tę piosenkę nie spodziewając się niczego wielkiego.

## Odbiór utworu
W czerwcu 1968 roku, podczas 6. edycji Krajowego Festiwalu Piosenki Polskiej w Opolu zespół Czerwone Gitary zdobył Nagrodę Przewodniczącego Komitetu ds. Radia i Telewizji, za piosenkę „Takie ładne oczy”.

## Wydawnictwa zagraniczne
W NRD pod szyldem Rote Gitarren, zespół wydał singiel zatytułowany „Solche Schönen Augen”, który na półki sklepów trafił w roku 1970. Niemiecki tekst do utworów napisał Ingeburg Branoner.
| Lp.      | Strona                            | Czas |
| -------- | --------------------------------- | ---- |
| Strona A |                                   |      |
| 1.       | „Solche Schönen Augen”            | 2:13 |
| Strona B |                                   |      |
| 1.       | „Heut’ Kennst Du Mich Nicht Mehr” | 2:16 |